# The New Pope
The New Pope is een televisieserie, gemaakt en geregisseerd door Paolo Sorrentino. Het is een vervolg op de televisieserie The Young Pope uit 2016.

## Rolverdeling
| Acteur            | Personage                               |
| ----------------- | --------------------------------------- |
| Jude Law          | Paus Pius XIII (Lenny Belardo)          |
| John Malkovich    | Paus Johannes Paulus III (John Brannox) |
| Silvio Orlando    | Kardinaal Angelo Voiello                |
| Javier Cámara     | Kardinaal Bernardo Gutierrez            |
| Cécile de France  | Sofia                                   |
| Mark Ivanir       | Bauer                                   |
| Maurizio Lombardi | Kardinaal Mario Assente                 |
| Marilyn Manson    | Zichzelf                                |
| Sharon Stone      | Zichzelf                                |

## Afleveringen
| Nr. | Titel       | Regisseur        | Schrijver                                           | Originele uitzenddatum |
| --- | ----------- | ---------------- | --------------------------------------------------- | ---------------------- |
| 1   | "Episode 1" | Paolo Sorrentino | Paolo Sorrentino, Umberto Contarello, Stefano Bises | 10 januari 2020        |
| 2   | "Episode 2" | Paolo Sorrentino | Paolo Sorrentino, Umberto Contarello, Stefano Bises | 10 januari 2020        |
| 3   | "Episode 3" | Paolo Sorrentino | Paolo Sorrentino, Umberto Contarello, Stefano Bises | 17 januari 2020        |
| 4   | "Episode 4" | Paolo Sorrentino | Paolo Sorrentino, Umberto Contarello, Stefano Bises | 17 januari 2020        |
| 5   | "Episode 5" | Paolo Sorrentino | Paolo Sorrentino, Umberto Contarello, Stefano Bises | 24 januari 2020        |
| 6   | "Episode 6" | Paolo Sorrentino | Paolo Sorrentino, Umberto Contarello, Stefano Bises | 24 januari 2020        |
| 7   | "Episode 7" | Paolo Sorrentino | Paolo Sorrentino, Umberto Contarello, Stefano Bises | 31 januari 2020        |
| 8   | "Episode 8" | Paolo Sorrentino | Paolo Sorrentino, Umberto Contarello, Stefano Bises | 31 januari 2020        |
| 9   | "Episode 9" | Paolo Sorrentino | Paolo Sorrentino, Umberto Contarello, Stefano Bises | 7 februari 2020        |

## Release
De serie ging in première op 1 september 2019 tijdens het 76ste Filmfestival van Venetië, waar afleveringen 2 en 7 werden vertoond. De serie is vanaf 13 januari 2020 te zien op HBO in de Verenigde Staten.

## Recensies
Op Rotten Tomatoes geeft 90% van de 49 recensenten de serie een positieve recensie, met een gemiddelde score van 7,8/10. De serie heeft het label "Certified fresh" (gegarandeerd vers).  Website Metacritic komt tot een score van 63/100, gebaseerd op 12 recensies, wat staat voor "Generally favorable reviews" (over het algemeen gunstige recensies).